# Klaus Hasselmann
Klaus Ferdinand Hasselmann, född 25 oktober 1931 i Hamburg, är en tysk klimatforskare, meteorolog och oceanograf. Han tilldelades 2021 års nobelpris i fysik tillsammans med Syukuro Manabe och Giorgio Parisi.